# George McKenzie
George McKenzie (Leith, 22 settembre 1901 – Leith, 5 aprile 1941) è stato un pugile britannico.

## Palmarès
- Giochi olimpici

Anversa 1920: bronzo nei pesi gallo.